# پنجه‌درخت‌ها
درخت پنجه (نام علمی: Bombax) نام یک سرده از تیره پنیرکیان است.